# Fem fontäner och ett klot

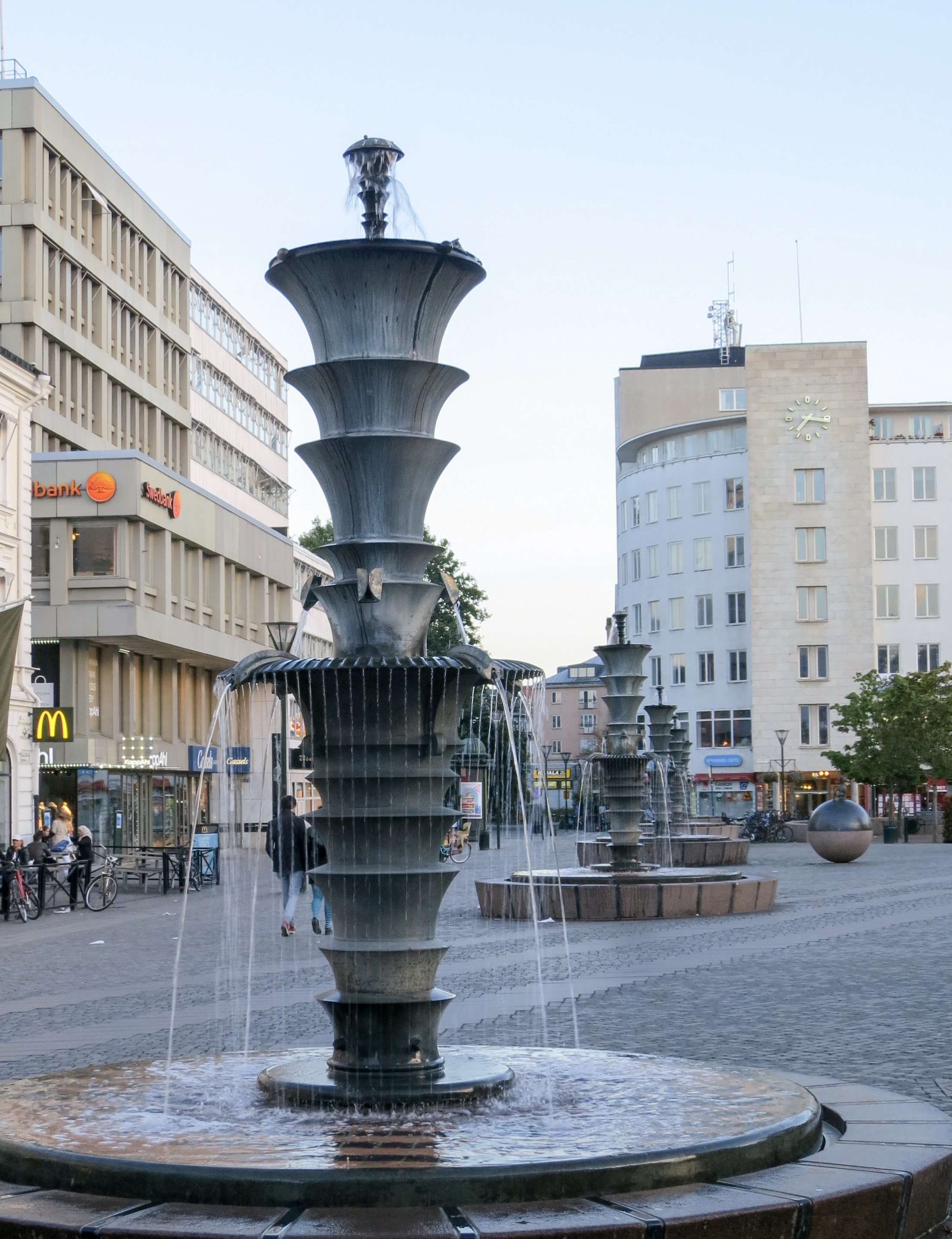
Fem fontäner och ett klot.

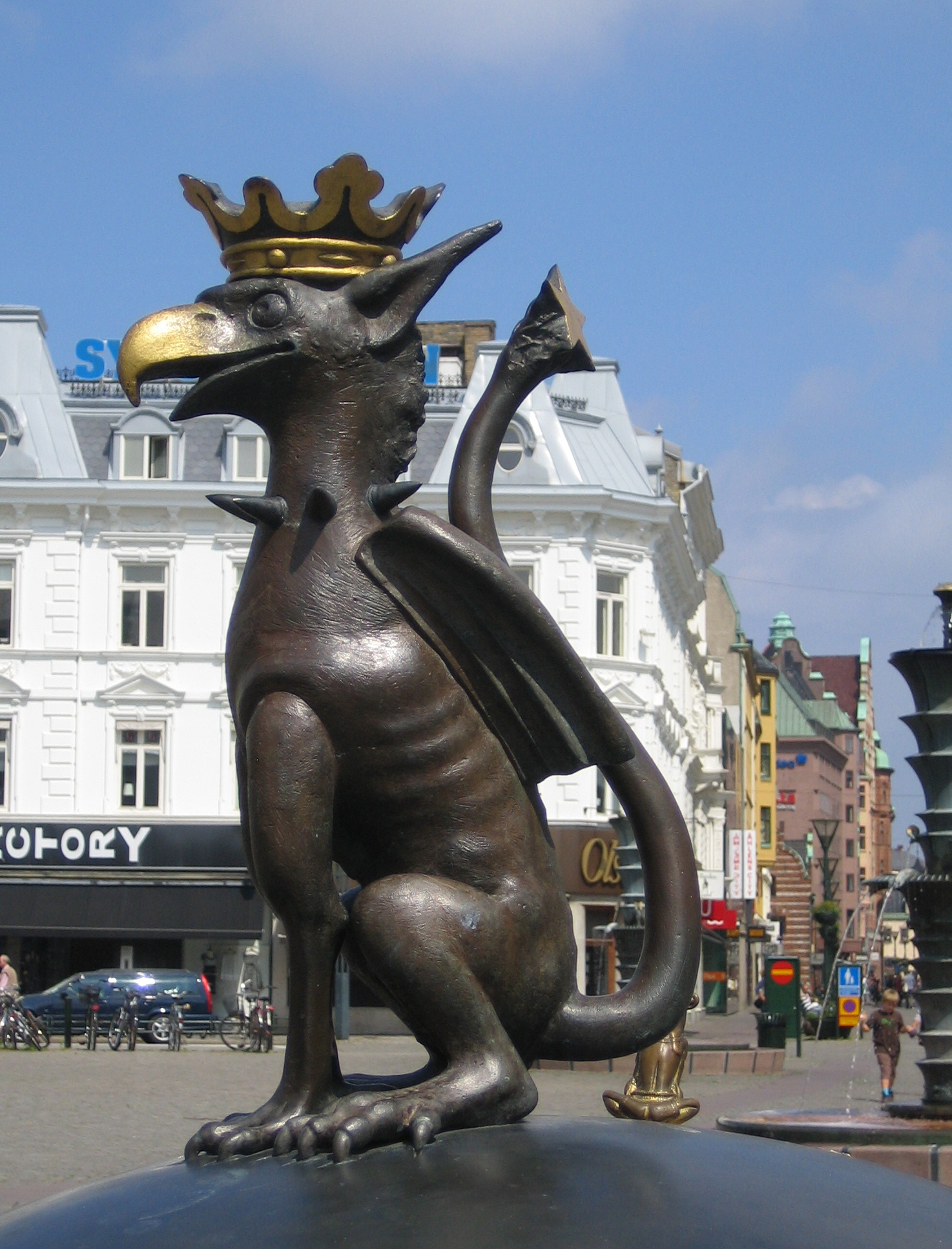
Detaljbild på gripen på klotet.

Fem fontäner och ett klot är ett offentligt konstverk, fullbordat år 2000, av Sivert Lindblom på Gustav Adolfs torg i Malmö.

## Bakgrund och invigning
Fem fontäner och ett klot, finansierat av Malmö förskönings- och planteringsförening samt Malmö stad, var en del i omgestaltningen av Gustav Adolfs torg under slutet på 1990-talet. Sivert Lindbloms konstverk hann dock inte bli färdigt till Carl XVI Gustafs invigning av det nya torget år 1998, utan invigdes istället nästföljande år av dåvarande finanskommunalrådet Ilmar Reepalu. Då var dock endast de fem fontänerna på plats, och verket fullbordades först år 2000, då klotet tillkom.

## Beskrivning
Verket är utfört i granit, brons, och klinker, och består av fem bronsfontäner och ett klot av brons och röd granit.
Fontänerna, som installerades 1999, är gjutna av Skånska klockgjuteriet i Hannas. De har vattenkastare i två nivåer, och "byter element" på vintern så att de istället blir eldinstallationer. Fontänernas kar har olika höjd, så att de trots torgets ojämnhet fortfarande befinner sig på samma nivå vertikalt.
Klotet kröns av en grip, alluderande på Malmö stadsvapen, och har även två små figurer, symboliserande "optimisten" respektive "pessimisten". På klotet finns även två dikter, en av Hjalmar Gullberg och en av Herakleitos:
| Kysst av sol på munnen i ett grönt kvarter springer jag ur brunnen att behaga er faller jag i brunnen och syns ej mer. - Hjalmar Gullberg | För själar är det död att bli vatten för vatten är det död att bli jord men ur jord blir vatten och ur vatten själ. - Herakleitos |